# Бородино (Палехский район)
Бородино — деревня в составе Сакулинского сельского поселения Палехского района Ивановской области. 

## География
Деревня находится на юго-востоке Палехского района, в 15 км к востоку от Палеха, (33 км по автодорогам), рядом с селом Сакулино.

## Население
| 1859 | 1905 | 2010 |
| ---- | ---- | ---- |
| 79   | ↗84  | ↘21  |